# Cinzano

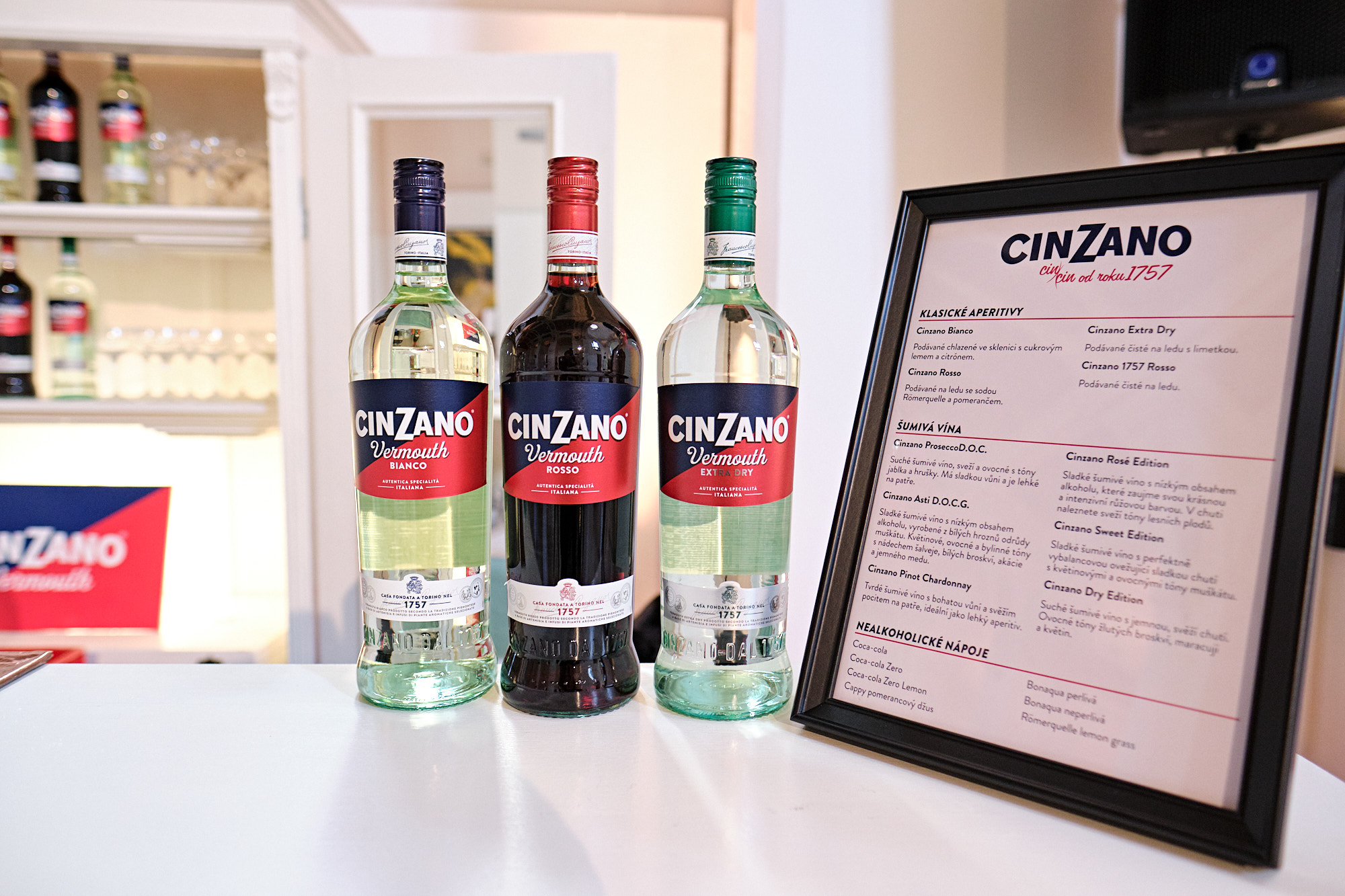
Cinzano vermuty

Cinzano je italská značka vermutů a šumivých vín, patřící od roku 1999 do Gruppo Campari. Vermuty se dodávají ve třech verzích:
- Cinzano Rosso,[2] je jantarově zbarvené s aroma podmanivé vanilky černé třešně a smetanového karamelu;[3]
- Cinzano Bianco, které má světle žlutou barvu a jemným aroma směsi bilé broskve, květů a majoránky a pozdějšími tóny čerstvé majoránky.
- Cinzano Extra Dry, (extra suché) je světle žluté s nazelenalými odstíny a svěží povzbuzující vůni máty, šalvěje, oregana a nádechem koření a vína.

Cinzano však není značkou pouze vermutů, ale také šumivých vín, které jsou následující:
- Cinzano Asti D.O.C.G. je sladké, lehké a svěží s náznakem bílé broskve, vůní šalvěje a akácie.
- Cinzano Prosecco D.O.C. má ovocné, květinové, lehce bylinné aroma s tóny zeleného jablka a hrušky.
- Cinzano Pinot Chardonnay má podobné aroma jako Cinzano prosecco avšak je ještě obohaceno o vůni tropického ovoce a akáciového květu.

Speciální edice
- Cinzano Dry Edition je suché svěží šumivé víno s ovocným a bylinným aroma s nádechem žluté broskve, marakujou, hruškou a bílými květy.

- Cinzano Sweet Edition má sladkou svěží chuť, květinové a ovocné aroma s typickými tóny muškátu a mandlovým dozvukem.
- Cinzano Rosé Edition je ovocné, připomínající lesní jahody, borůvky, červený rybíz s tóny růže a fialky.
- Cinzano Pro-Spritz je vytvořené pro nejlepší zážitek z drinku Aperol Spritz, kterého je přísadou. Perlivé prosecco dodává drinku tu správnou ovocnou a bylinnou chuť.

## Chuť vermutů
- Cinzano Roso je známé svou sladkou počáteční sladkostí, které se rozvine do kořeněné a komplexní hořkosti. V závěru doznívá bylinným podtónem pelyňku.
- Cinzano Bianco má sladkou chuť ovoce, vanilkových lusků a skořice.
- Cinzano Extra Dry je sušší, plné bylinné chutí s ostřejší a nahořklou dochutí.

## Cinzano Sladké léto
V roce 2021 přichází Cinzano na trh s novými, unikátními svěžími drinky, jejichž základem jsou klasické vermuty. Ty se namíchají společně s tonikem a jsou doplněny ovocem, které jim dodává tu správnou chuť. Ke každému ze tří vermutů patří i speciální tonic a rozdílné ovoce. Recept je však co se týče přísad pro všechny stejný: 2 díl vermutu Cinzano, 2 díly toniku a čerstvé ovoce.
- Cinzano Rosé, jehož základem je Cinzano Bianco, které se namíchá s tonikem Bitter Rosé a doplní čerstvými letními plody.
- Cinzano Tonic, pro který platí kombinace vermutu Cinzano Extra Dry s tonikem Original a čerstvou okurkou a mátou.
- Cinzano Ginger, do kterého patří vermut Cinzano Rosso spolu s tonikem Ginger Ale, čerstvým citrónem a zázvorem.

## Historie
Cinzano vermut vzniklo roku 1757 v Turíně, kde měli dva bratři, Giovanni Giacomo a Carlo Stefano Cinzano, obchod s bylinkami a vytvořili nový "vermut rosso" (červený vermut) pomocí "aromatických rostliny z italských Alp v receptu kombinujícím 35 ingrediencí (včetně majoránky, tymiánu, řebříčku)".
V roce 1776 byli bratři Cinzano jmenováni dodavateli specialit na královský savojský dvůr. Jejich bottega (obchod) – nyní už na prestižní adrese Via Dora Grossa 18 (dnes ulice Via Garibaldi) v samém centru veškerého dění v Turíně, se rychle stal jedním z nejúspěšnějších rodinných podniků.
V roce 1830 převzal vedení rodinného podniku Francesco II., syn Francesca I. a vnuk Giovanniho Giacoma. Francescovi II. se díky otevřenému přístupu k novým věcem a skutečnému zápalu dařilo naplňovat své sny. Byl klíčovou postavou v dějinách značky Cinzano. Pokračoval v experimentech s vinicemi v Santa Vittoria d’Alba a dokázal využít mnoha příležitostí. A tak obliba ikonického nápoje rostla.
Cinzano Bianco ho následovalo, a to na základě odlišné kombinace bylin, která zahrnovala artemisia (pelyněk), skořice, hřebíček, citrusy a hořec; z toho vznikla  Extra Suchá verze. Vývoz začal v roce 1890, Argentina, Brazílie a USA. V Paříži v roce 1913 bylo Cinzano prvním produktem inzerovaným s neonovým nápisem.
I v prvních desetiletích 19. století pokračovali dědicové společnosti Cinzano v práci na přípravě nových nápojů, se kterými dosáhli velkého obchodního úspěchu. Díky tomu je královská rodina Savojských požádala, aby využili své odborné znalosti a vyrobili první italské šumivé víno. Tento úkol byl reakcí na úspěch již v té době mimořádně populárního francouzského šampaňského, které dominovalo trhu s vínem po celé zeměkouli. Výsledkem byl zrod šumivých vín značky Cinzano.
Cinzano zůstalo rodinným podnikem až do roku 1985. Začátkem tohoto roku  rodina turínských průmyslníků začala prodávat akcie firmy, které dosáhly nejvyšší hodnoty v roce 1992 se záměrem udělat Cinzano mezinárodním nápojem. V době  prodeje byl podíl Cinzana na trhu v Evropě měřen v nízké jednociferné číslici.
V důsledku sloučení v roce 1997 se stal celkovým majitelem Diageo; o dva roky později Diageo prodal Cinzano soukromé firmě Gruppo Campari.